# New prog
Ne doit pas être confondu avec néo-prog.
 (mai 2014).
Si vous disposez d'ouvrages ou d'articles de référence ou si vous connaissez des sites web de qualité traitant du thème abordé ici, merci de compléter l'article en donnant les références utiles à sa vérifiabilité et en les liant à la section « Notes et références ».
Le new prog, également appelé post-prog, nu-prog ou bien crossover prog, est un sous-genre du rock progressif, apparu au tournant des années 2000.

## Définition du terme
Selon le label Kscope, qui se définit comme un post progressive label, le genre désigne un « nombre grandissant de groupes contemporains qui réinventent et se réapproprient certains aspects du rock progressif, du post-punk et du post-rock rétablissant ainsi un désir d'expérimenter dans un large spectre sonore avec des influences éclectiques à la manière du rock progressif traditionnel ». De manière plus large, il englobe de nombreux groupes de rock alternatif contemporains qui incorporent de nombreux éléments progressifs (approche maximaliste, instruments variés, incorporation de musique électronique) dans leur musique[réf. nécessaire].

## Racines
Le genre partage de nombreuses similarités avec le courant néo-progressif qui a vu le jour dans les années 1980 avec des groupes comme Marillion, Pallas ou IQ. Les deux sous-genres du rock progressif partagent en effet ce désir de populariser le rock progressif à l'aide d'une approche plus accessible et radiophonique sans pour autant renier leurs racines progressives.

## Genres associés
Le terme new prog connaît d'autres appellations comme le post-prog, plus récent. Le terme crossover prog qui rejoint celui de post-prog, est également utilisé pour définir des groupes de musique progressive qui ont néanmoins des liens avec la musique populaire, notamment via la longueur plus courte des pièces ou encore la structure plus traditionnelle des chansons.
Cependant, le terme est employé pour définir des groupes tellement variés que plusieurs[Qui ?] séparent les groupes alternatifs contemporains qui incorporent du progressif dans leur musique (Coheed and Cambria, The Mars Volta, System of a Down) sous le terme new prog et les groupes qui sont davantage une évolution minimaliste du rock progressif traditionnel (Porcupine Tree, Anathema) sous le terme post-prog (ou crossover prog). Ils sont différents autant dans leurs origines que dans leur exécution, cette nuance est importante dans la mesure où les groupes rattachés à la mouvance post-prog ont la même philosophie face à leur style originel que les autres groupes rattachés à l'épithète post,[source insuffisante].

## Liste de groupes
- Anathema
- Big Big Train
- Blackfield
- Coheed and Cambria
- Lunatic Soul
- The Mars Volta
- Muse
- No-Man
- North Atlantic Oscillation
- Nosound
- Oceansize
- Ozric Tentacles
- Porcupine Tree (et son leader Steven Wilson)
- Pure Reason Revolution
- The Pineapple Thief
- Riverside
- Worldengine